# Ферміон

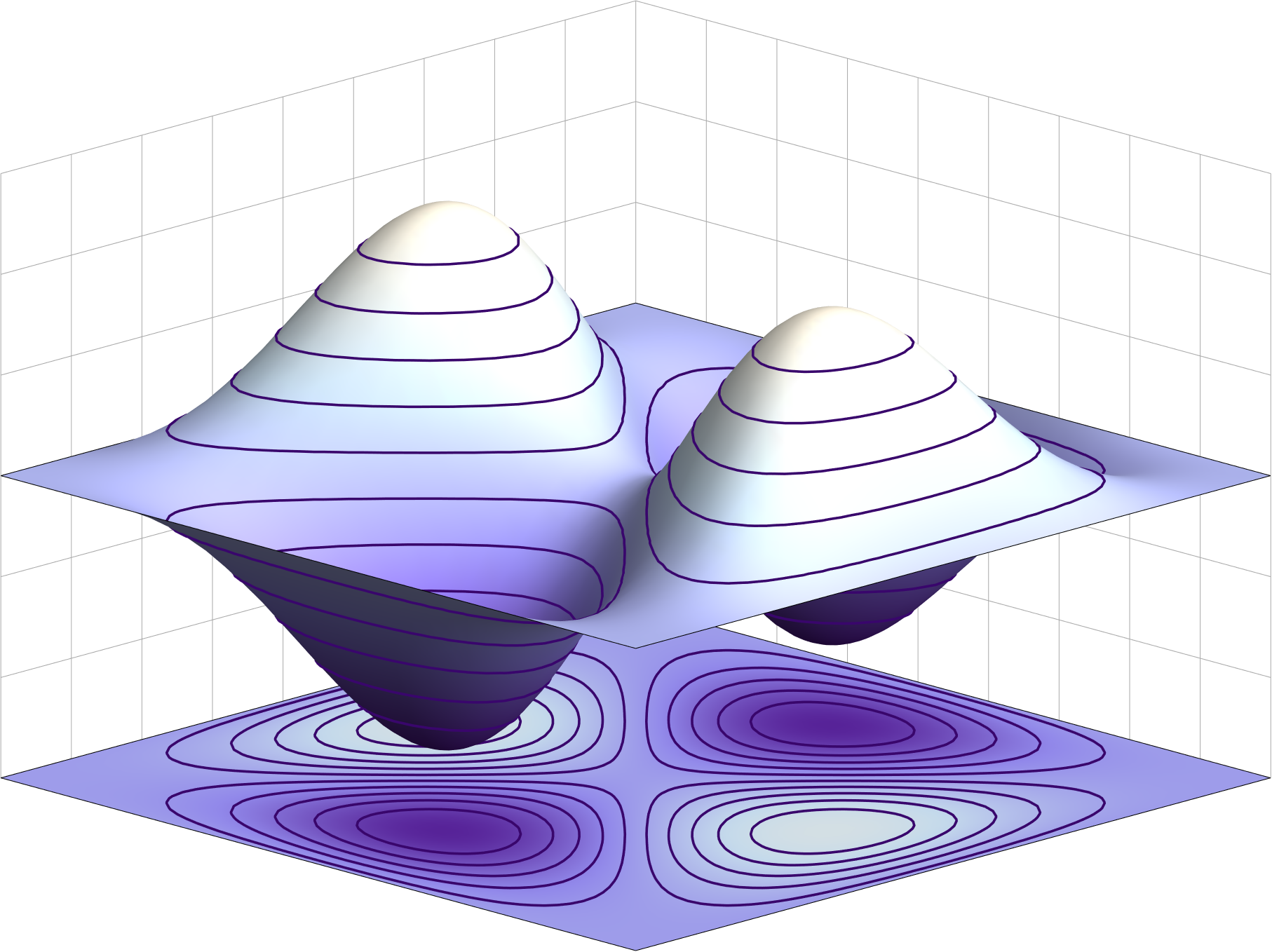
Антисиметрична хвильова функція двоферміного стану у нескінченній потенціальній ямі

Ферміо́н (від прізвища фізика Фермі) — у фізиці, частинка (або квазічастинка) з напівцілим значенням спіну (1/2, 3/2, 5/2 ...), що підкоряється статистиці Фермі — Дірака. Для ферміонів дійсний принцип заборони Паулі: в одному квантовому стані може перебувати не більше однієї частинки. Хвильова функція системи однакових ферміонів антисиметрична щодо перестановки будь-яких двох ферміонів. Квантова система, що складається з непарного числа ферміонів, сама є ферміоном.
Саме ферміони (протони, нейтрони і електрони) складають атоми, з яких в свою чергу складається вся "звичайна" матерія, що нас оточує.

## Статистика Фермі — Дірака
Принцип заборони Паулі забороняє двом ферміонам знаходитися у однаковому квантовому стані (тобто такому, де всі квантові числа збігаються). Через це частинки ферміонного газу не можуть при охолодженні усі зайняти стан з мінімальною енергією, а електрони не можуть усі зайняти енергетично вигідну нижню орбіталь.
Якщо газ з ферміонів знаходиться у стані термодинамічної рівноваги, то кількість частинок, що знаходиться у стані з деякою енергією {\displaystyle \varepsilon _{i}}описується рівнянням:
{\displaystyle {\bar {n}}_{i}={\frac {1}{e^{(\varepsilon _{i}-\mu )/k_{\text{B}}T}+1}},}
де {\displaystyle \mu } — хімічний потенціал, {\displaystyle k_{B}} — стала Больцмана, T — температура.
У випадку великих температур (таких що {\displaystyle e^{\mu /kT}\gg 1}) цей розподіл переходить у розподіл Больцмана. Газ, охолоджений достатньо, щоб квантові ефекти почали відігравати значну роль, називається виродженим.

## Властивості

### Античастинки
Усі відомі елементарні ферміони мають частинку-партнера, що має таку саму масу, спін, ізоспін і час життя, але протилежний заряд (а також лептонне або баріонне число, колір і аромат, в залежності від типу частинки). Такі партнери називаються античастинками. Античастинка електрону має власну назву, позитрон, а у для решти ферміонів назви античастинки утворюються за допомогою префіксу анти-: антикварк, антимюон, антинейтрино. Античастинки можуть об'єднуватися, утворюючи більш складні системи, антипротони, антинейтрони, антиатоми, антиматерію.
При зіткненні частинки зі своєю античастинкою, вони обидві зникають, утворюючи фотони або більш важкі частинки. Такий процес називається анігіляцією.
Ферміони, що ідентичні своїм античастинкам називають майоранівськими ферміонами. У такому контексті звичайні ферміони, що відрізняються від своїх античастинок називають ферміонами Дірака. З відкритих частинок єдиним кандидатом у ферміони Майорани є нейтрино. З'ясувати, чи тотожне нейтрино своїй античастинці можна спостереженням рідкісного типу розпаду — безнейтринного подвійного бета-розпаду. Наразі такий розпад не був зафіксований.
На відміну від елементарних ферміонів, всі (або всі, окрім нейтрино) з яких відрізняються від своїх античастинок, більшість елементарних бозонів, такі як фотон, глюон, Z-бозон — тотожні своїм античастинкам. Такі частинки називаються істинно нейтральними частинками. Серед композитних частинок істинно нейтральними є деякі мезони, що складаються з кварка і антикварка однакових типів (наприклад, π0-мезон).

### Закони збереження
Наразі в усіх експериментах лептонне число і баріонне число зберігаються. Наприклад, при розпаді мюона утворюється електрон, мюонне нейтрино і електронне антинейтрино. Втім, оскільки питання про тотожність нейтрино і антинейтрино ще не вирішене, у деяких реакціях (безнейтринний подвійний бета-розпад) закон збереження ферміонного числа (F=B+L) може порушуватися.
Варто зазначити, що збереження ферміонного числа не тотожне збереженню кількості ферміонів, якщо розглядати і реакції, у яких беруть участь композитні ферміони. Так, при об'єднанні протона і нейтрона у дейтрон з випроміненням фотону з двох ферміонів утворюється нуль (дейтрон є бозоном).

## Комутаційні співвідношення
Оператори народження та знищення ферміонів антикомутують: 
{\displaystyle {\hat {a}}^{\dagger }{\hat {a}}+{\hat {a}}{\hat {a}}^{\dagger }=1}.

## Деякі класи ферміонів

### Елементарні ферміони
Відомо три класи елементарних ферміонів:
- Кварки (6 ароматів, і їх античастинки)
- Заряджені лептони: електрон, мюон, тау-лептон і їх античастинки
- Нейтрино (три види, і відповідні антинейтрино)

Також елементарні ферміони поділяють на три покоління: 
- Електрон, електронне нейтрино, u- і d-кварки
- Мюон, мюонне нейтрино, c- і s-кварки
- Тау-лептон, тау-нейтрино, b- і t-кварки

З них стабільними є u-кварк, електрон, усі нейтрино (нейтрино не розпадаються, але перетворюються одне на одного під час осциляцій) а також відповідні античастинки.

### Квазічастинки
Розповсюдження деяких видів колективних збуджень у кристалах може бути описане як рух деякої частинки. Такі об'єкти називають квазічастинками. Квазічастинки, як і звичайні частинки, можуть бути ферміонами або бозонами. Важливими прикладами квазічастинок-ферміонів є дірки та електрони провідності, що є носіями заряду в напівпровідниках.
Іншими прикладами є полярони, тріони, вейлівський ферміон, майоранівський ферміон або ферміони Брауна-Зака.

### Композитні ферміони
Композитні частки (такі, як адрони, ядра, та атоми) можуть бути бозонами або ферміонами залежно від своїх складових часток. Зокрема, завдяки впливу спіну на статистики, частка, яка складається з непарної кількості ферміонів, сама є ферміоном, оскільки має "напівцілий" (дробовий) спін.
Приклади композитних ферміонів:
- Баріон, як-от протон чи нейтрон, містить три ферміонні кварки і тому є ферміоном;
- Ядра, наприклад атоми вуглецю-13 містять 6 протонів та 7 нейтронів і тому також є ферміонами;
- Атоми гелію-3 (3He) містять два протони та один нейтрон, а також два електрони, і тому також є ферміонами.

Кількість бозонів всередині композитної частки не впливає на прояв нею бозонної чи ферміонної поведінки.
Ферміонну або бозонну поведінку композитної частки (чи системи) можна побачити на великих (порівняно з розмірами системи) відстанях. На відстанях, де проявляється тонка структура композитної частки, остання поводиться відповідно до того, з яких складових часток вона створена.